# Lindernia procumbens
Lindernia procumbens är en tvåhjärtbladig växtart som först beskrevs av Krocker, och fick sitt nu gällande namn av Philcox. Lindernia procumbens ingår i släktet Lindernia och familjen Linderniaceae. IUCN kategoriserar arten globalt som livskraftig. Inga underarter finns listade i Catalogue of Life.